# Ratpenat pilós de Louisiade
El ratpenat pilós de Louisiade (Kerivoula agnella) és una espècie de ratpenat de la família dels vespertiliònids. És endèmic de Papua Nova Guinea, on viu a altituds d'entre 0 i 700 msnm. Els seus hàbitats naturals són els boscos tropicals de plana i els boscos situats a turons. Possiblement està amenaçat per la destrucció del seu medi.